# فرودگاه نیوکی
 فرودگاه نیوکی (به انگلیسی: Nioki Airport) یک فرودگاه همگانی با کد یاتا NIO است . این فرودگاه در شهر نیوکی کشور جمهوری دموکراتیک کنگو قرار دارد و در ارتفاع ۳۱۸ متری از سطح دریا واقع شده است.